# Qareh Qeshlāq
Qareh Qeshlāq (persiska: قشلاق امین آباد, Amīnābād, امين آباد, Qeshlāq-e Amīnābād, قره قشلاق) är en ort i Iran.   Den ligger i provinsen Qazvin, i den nordvästra delen av landet, 130 km väster om huvudstaden Teheran. Qareh Qeshlāq ligger 1 226 meter över havet och antalet invånare är 239.
Terrängen runt Qareh Qeshlāq är platt.Runt Qareh Qeshlāq är det ganska tätbefolkat, med 108 invånare per kvadratkilometer. Närmaste större samhälle är Sangarābād, 8,3 km väster om Qareh Qeshlāq. Trakten runt Qareh Qeshlāq består till största delen av jordbruksmark.